# Farida d'Egitto
Safinaz Hanim Zulfikar, in arabo صافيناز ذوالفقار‎?, Ṣāfīnāz Dhū l-Fiqār, meglio conosciuta con il nome di Farida dell'Egitto (Alessandria d'Egitto, 5 settembre 1921 – Il Cairo, 16 ottobre 1988), fu la prima moglie di Fārūq I, re d'Egitto e Sudan.

## Biografia

### Infanzia
Nacque il 5 settembre 1921 ad Alessandria d'Egitto, figlia di Yusuf Zulfikar Pascià e di Zainab Sa'id.

### Matrimonio
Sposò il re Fārūq il 20 gennaio 1938 presso il Palazzo Kubbe Sarayi (سراية القبة) al Cairo e dal matrimonio nacquero tre figlie.

### Divorzio
Dopo la nascita della terza figlia Fārūq la ripudiò con l'accusa di non riuscire a procreare un erede maschio e i due divorziarono il 17 novembre 1948.

### Ultimi anni e morte
Successivamente al divorzio, Farida visse la maggior parte della sua vita a Parigi, fin quando nel 1974 decise di tornare in Egitto, allora governato da Anwar al-Sadat.
Morì di leucemia nella capitale egiziana nell'autunno del 1988, all'età di 67 anni.
Farida fu anche pittrice ed ebbe come mentore suo zio materno, il noto pittore egiziano Mahmoud Said Pascià.

## Discendenza
Farida e re Faruq ebbero tre figlie:
- Feriyāl (فريال)[8];
- Fawziya (فوزية)[8];
- Fādiya (فادية)[8].